# Euxoa obsoletapallida
Euxoa obsoletapallida là một loài bướm đêm trong họ Noctuidae.